# Кармышева, Нурания Халиловна
Нурания Халиловна Кармышева (1913—1985) — советский геоботаник, доктор биологических наук (1976), систематик растений.

## Биография
Родилась 17 февраля 1913 года в г. Кульджа (Китай), где её отец (татарин по национальности) работал бухгалтером у купца на кожевенном заводе.
В 1923 году отец выехал по делам в Советский Союз и больше в Китай не вернулся, в 1926 году выписал из Кульджи семью (жену и 5 детей). До 1932 г. они жили в Москве, затем переехали в Андижан.
В 1939 г. окончила биофак Среднеазиатского государственного университета (САГУ) и по распределению приехала в Аксу-Джабаглинский заповедник (Казахстан). Там работала до 1958 года (в 1945—1951 директор).
Подготовила и защитила в 1958 г. кандидатскую (Арчевники Аксу-Джабалинского государственного заповедника и их типология), в 1975 — докторскую диссертацию (Флора и растительность западных отрогов Таласского Алатау : диссертация … доктора биологических наук : 08.00.05. — Алма-Ата, 1975. — 226 с. : ил. + Прил. (51 л.: ил.)).
Весной 1959 года перешла в Институт ботаники АН КазССР, старший научный сотрудник лаборатории флоры, с 1983 научный консультант.

## Семья
Муж — профессор КазГУ энтомолог Виктор Васильевич Шевченко. Сестра — Кармышева, Балкис Халиловна.